# Philippe Douglas
Philippe Douglas (Lausanne, 2 april 1969) is een Zwitsers voormalig voetballer die speelde als middenvelder.

## Carrière
Douglas speelde in de eerste jaren van zijn carrière voor Lausanne Sports waar hij speelde tot in 1992. Na een korte periode bij FC Chiasso en Yverdon-Sport FC keerde hij terug naar Lausanne Sports waarmee hij in 1998 en 1999 de beker won. Hij vertrok na dat laatste jaar en won met FC Zürich meteen nog een beker in 2000. Daarna speelde hij nog bij een aantal clubs in de tweede en derde klasse namelijk: FC Wil 1900, FC Baden en FC Échallens.
Hij speelde een interland voor Zwitserland waarin hij niet kon scoren.

## Erelijst
- Lausanne Sports
  - Zwitserse voetbalbeker: 1998, 1999
- FC Zürich
  - Zwitserse voetbalbeker: 2000